# 梅宮創造
梅宮創造（うめみや そうぞう、1950年- ）は、日本の英文学者、早稲田大学名誉教授。

## 人物・来歴
福島県会津生まれ。1983年早稲田大学大学院文学研究科英文専攻博士課程満期退学。跡見学園女子大学助教授、教授、早大文学部・文学学術院教授。2020年定年、名誉教授。専門は19世紀イギリス小説。 

## 著書
- 『子供たちのロンドン』小沢書店, 1997.8
- 『はじめてのシェイクスピア』王国社, 2002.2
- 『シェイクスピアの遺言書』王国社, 2018.6
- 『ブロブディンナグの住人たち 倫敦今昔』彩流社, 2018.11
- 『英国の街を歩く 街にあるメッセージを読む』彩流社, 2019.6
- 『ディケンズの眼 作家の試行と試練』早稲田大学出版部, 2020.3

### 翻訳
- T.L.ピイコック『夢魔邸』旺史社, 1989.11
- ジョージ&ウィードン・グロウスミス『無名なるイギリス人の日記』王国社, 1994.12
- ソール・タートルトブ『じじバカ 世界でいちばん、孫が好き』サンマーク出版, 2002.4
- チャールズ・ディケンズ『英国紳士サミュエル・ピクウィク氏の冒険』未知谷, 2005.9
- チャールズ・ディケンズ『ディケンズ公開朗読台本』英光社, 2010.11
- チャールズ・ディケンズ『『クリスマス・キャロル』前後』訳著, 大阪教育図書, 2013.10
- ジョン・トムソン, アドルフィ・スミス『写真と文によるヴィクトリア朝ロンドンの街頭生活』アティーナ・プレス, 2015.2
- アルフレッド・テニソン, ディケンズ『イノック・アーデンの悲劇・他』訳著. 大阪教育図書, 2018.10

## 論文
- 梅宮創造